# Gongylanthus liebmannianus
Gongylanthus liebmannianus é uma espécie de planta do gênero Gongylanthus e da família Arnelliaceae.

## Forma de vida
É uma espécie rupícola, terrícola e folhosa.

## Conservação
A espécie faz parte da Lista Vermelha das espécies ameaçadas do estado do Espírito Santo, no sudeste do Brasil. A lista foi publicada em 13 de junho de 2005 por intermédio do decreto estadual nº 1.499-R.

## Distribuição
A espécie é encontrada nos estados brasileiros de Espírito Santo e Rio de Janeiro. A espécie é encontrada no domínio fitogeográfico de Mata Atlântica, em regiões com vegetação de floresta ombrófila pluvial.